# Wikipedia en azerí
La Wikipedia en azerí o  (Azerí del norte: Azərbaycanca Vikipediya, Azerí del sur: تورکجه ویکی‌پدیا)  es una edición de la Wikipedia en idioma azerí, (la interfase de edición y la portada se encuentran temporalmente accesibles con subtítulos en Azerí del sur), fundada en enero del 2002.
En la actualidad, esta Wikipedia tiene 202 988 artículos y 307 222 usuarios, de los cuales 556 son activos.
Una característica muy particular es que se escribe en dos tipos de escritura diferentes: latino y árabe.

## Fechas claves
- 2 de junio de 2002 – Creación de la Wikipedia en azerí.
- 9 de marzo de 2007 – 5000 artículos.[1]
- 22 de julio de 2007 – 10 000 artículos.[1]
- 29 de julio de 2011 – 75 000 artículos.[2]
- 17 de septiembre de 2012 – 90 000 artículos.[2]
- 25 de marzo de 2014 – 100 000 artículos.[3]
- 16 de junio de 2017 – 120 000 artículos.
- 30 de noviembre de 2018 – 140 000 artículos.
- 19 de marzo de 2020 _ 200 000 artículos.